# Рудолф (Лотарингия)
Вижте пояснителната страница за други личности с името Рудолф.
Рудолф (Раул) (на френски: Raol le Vaillant, на немски: Rudolf; * 1320, † 25 август 1346, Битка при Креси) от фамилията Дом Шатеноа, е херцог на Горна Лотарингия от 1329 г. до смъртта си.

## Живот
Той е най-големият син и наследник на херцог Фридрих IV († 23 август 1328) и на Елизабет Австрийска (* 1285, † 1353), дъщеря на крал Албрехт I (Хабсбурги) и на Елизабета Тиролска (1262 – 1313) от род Майнхардини. 
Рудолф наследява баща си на девет години на 25 януари през 1329 г. под регентството на майка му до 1331 г.
Баща му го сгодява на 3 юли 1323 г. за Елеонора дьо Бар († 15 септември 1333), дъщеря на Едуард I († 1336), граф на Бар и на Мусон (Дом Скарпон) и на съпругата му Маргьорит дьо Шампан/Капет. Те се женят на 25 януари 1329 г., след смъртта на баща му. Рудолф не получава наследство след смъртта на тъста му през 1336 г. Войната е прекратена от френския крал Филип VI.
Рудолф се жени втори път на 30 май 1334 г. за Мари дьо Шатийон, наричана Мари дьо Блоа (* 1323, † 1363), регентка на Лотарингия 1346, дъщеря на Гиг I дьо Шатийон, граф на Блоа и граф на Дуноа (Дом Шатийон), и на съпругата му Маргьорит дьо Валоа. След това Рудолф изпраща войска в помощ на френския крал при обсадата на Турне в борбата му против английския крал Едуард III.
Рудолф пада убит в битката при Креси. Мари дьо Шатийон се омъжва за втори път (преди 9 август 1353) за граф Фридрих VII фон Лайнинген († 1376/1378]). Тя става регентка на Лотарингия за нейния син през 1346 – 1361 г.

## Потомство
Херцог Рудолф (Раул) и втората му съпруга Мари дьо Шатийон имат три деца:
- две дъщери-близначки (умират малки преди 31 юли 1343)
- Жан I Лотарингски (* 1346, † 23 септември 1390), наследява 1346 г. баща си като херцог на Лотарингия под регентството на майка си до 1361 г. Жени се на 16 декември 1361 г. за София фон Вюртемберг, дъщеря на граф Еберхард II фон Вюртемберг, от която има двама сина и една дъщеря